# نوري إسكندر
نوري إسكندر (بالسريانية: ܢܘܪܝ ܐܣܟܢܕܪ)‏ (1938- 2023)، هو موسيقار وملحن سوري سرياني اشتهر بأعماله عن الموسيقى الكنسية السريانية. ولد في دير الزور في سوريا عام 1938 لعائلة رهاوية نزحت من مدينة الرها (أورفة حالياً في تركيا) بعد مذابح سيفو وتنقلوا في مدن عين عرب وتل أبيض. عاش في دير الزور لمدة أربع سنوات واستقر مع عائلته في حلب. وهو متزوج وله ابنتان.

## سيرته
بداياته كانت مع الفرقة الكشفية السريانية الأرثوذكسية في حلب عازف ترومبيت ودرس آلة الكمان لمدة سنة واحدة. حاصل على ليسانس من المعهد العالي للتربية الموسيقية في القاهرة عام 1964م. قام بتدريس في مدارس حلب من قبل وزارة التربية والتعليم في المدارس الإعدادية وبالإضافة إلى دار المعلمين حتى عام 1989م. شغل منصب مدير المعهد العربي في حلب بين عام 1994 ولغاية 2003.

## أهم الأعمال
- 1965 أسس كورال السرياني في حلب
- 1970 أسس فرقة شاميرام في بيروت
- 1974 قدم في بيروت حفلة اليونيسكو شارك فيها الفنان اللبناني الكبير وديع الصافي قدمت فيها أغاني شعبية سريانية.
- 1986- 1989 تجارب الثلاثي الوتري
- كونشرتو لآلة العود مع أوركسترا الحجرة
- كونشرتو لآلة التشيللو (Cello) مع أوركسترا الحجرة.
- تأليف وتلحين قصيدة خطامة للكورال وأوركسترا الحجرة للشاعر حسين حمزة.
- 1986 كنز الألحان بيث كازو̣:(بالسريانية: ܒܝܬ ܓܙܐ) حيث جمع الألحان السريانية من مدرسة الرها ومدرسة دير الزعفران ضمن كتابين، وقام بكتابتها وفق نظام الكتابة الموسيقية الحديثة «التنويط».
- 1989 مجموعة حفلات في السويد.
- 1989- 1990 أسس في السويد الكورال السرياني تم تسجيل أغان سريانية.
- 1995 حوار المحبة
- 1995 قدم في العديد من العواصم الأوربية (باريس، بروكسل، جنيف) مع فرقته الكورال السرياني قوقويه (ܩܘܩܝܐ)
- 2002 تأليف موسيقى للمسرحية اليونانية «باخوسيات»، لمؤلفها اليوناني يوريبيدس عام 400 سنة قبل الميلاد. وتم تقديم هذه المسرحية الغنائية بالاشتراك مع الفرقة المسرحية الهولندية Z. T. Hollandia، في مهرجانات صيف عام 2002 في بروكسل، فيينا، كولن، أثينا، وأمستردام لاقت استحساناً حيث قام بإدخال لألحان سريانية (الحاشو) (ܚܐܫܐ) وبعض من مؤلفاته.
- 2003 تأليف الآهات.
- 2007 تأليف «يا واهب الحب» مدخل إلى الصوفية، الكلمات للفنان ياسر حمود.
- 2008 حفلتين في دار الأوبرا في دمشق بمناسبة احتفالية دمشق عاصمة الثقافة العربية قدم فيها مؤلفاتهِ وحضر الحفل الثاني رئيس الجمهورية بشار الأسد وعقيلته.
- تأليفه الموسيقى التصورية للعديد من الأفلام السينما والمسلسلات التلفزيونية.

## الوفاة
توفي نوري إسكندر في 25 ديسمبر 2023 عن عمر ناهز الخامسة والثمانين.

## وصلات خارجية
- نوري إسكندر على موقع أرشيف الشارخ.
- إيمن يا زونا (إلى متى يا زمن) على يوتيوب، أغنية سريانية باللهجة الشرقية من تلحين نوري إسكندر وغناء وديع الصافي.
- Le Silence des anges - Terres et voix de l'Orient orthodoxe على يوتيوب، كورال نوري إسكندر في وثائقي فرنسي عن الكنائس الأرثوذكسية.